# Kalevi Olli
Kalevi Aulis Olli (* 28. Mai 1951 in Helsinki) ist ein finnischer Opernsänger (Stimmlage Bass und Bariton), Komponist und Dirigent.

## Leben und Wirken
Olli wuchs in Hämeenlinna auf und erhielt ab 1960 Unterricht in Klarinette, Violine, Klavier und Komposition an der Musikschule Hämeenlinna. Bereits während seiner Schulzeit komponierte und arrangierte er und dirigierte das Schulorchester. 1966 gründete er als Sänger und Keyboarder mit dem Bassisten Leo Kirjavainen die Band The Monks, die u. a. beim Blueberry Rock Festival in Helsinki auftrat. Olli studierte ab 1971 Komposition an der Sibelius-Akademie bei Einojuhani Rautavaara und Einar Englund und begann ab 1972 ein Gesangsstudium beim finnischen Opernsänger Pekka Salomaa, das er 1976 mit dem Diplom abschloss. Von 1976 bis 1978 absolvierte er zusätzliche Studien bei Jorma Hynninen. 1972 gründete Olli (Gesang und Klavier) gemeinsam mit Timo Ryymin (Gesang, Gitarre und Klavier) die Folk-Rock-Band Rahapula. Die Debütsingle „Kiss“ wurde 1973 und das Album „Lempiaihe“ 1974 veröffentlicht. Die Band löste sich 1974 wieder auf.
Von 1974 bis 1977 sang Olli im Chor der Finnischen Nationaloper, wo er auch kleine Solopartien übernahm, und trat außerdem im Rundfunk auf.
Sein offizielles Operndebüt als Gesangssolist gab er 1976 an der Finnischen Nationaloper als Silvano in Ein Maskenball von Giuseppe Verdi. Von 1978 bis 1984 war er Ensemble-Mitglied der Oper Frankfurt und war regelmäßig zu Gast am Theater Heidelberg (1980–1981) und der Oper Dortmund (1985–1986), wo er in der Oper Der rote Strich (Punainen viiva) von Aulis Sallinen die Hauptpartie verkörperte. Großen Erfolg hatte er auch im Fliegenden Holländer beim Opernfestival Savonlinna.
Ab 1981 absolvierte er Konzertreisen nach Frankreich und in die Schweiz. Als Liedersänger begann seine Zusammenarbeit mit dem Pianisten Ulrich Koneffke,  mit dem er 1983 ein Preisträgerkonzert in der Alten Oper Frankfurt gab. Es folgten Liedkonzerte z. B. In Nürnberg, Düsseldorf, beim Helsinki Festival, beim Kuhmo Chamber Music Festival und beim Savonlinna Opera Festival, an der Pretoria State Opera und im Johannesburg Radio House. Ollis Repertoire umfasste mehr als 300 Lieder einschließlich Schuberts Winterreise und Schwanengesang; Schumanns Dichterliebe, Liederkreis op. 39, Myrthen, Liederkreis op. 24 nach Heinrich Heine; Iberts Chancons de Don Quichotte; Mussorgskis Lieder und Tänze des Todes und Ohne Sonne sowie alle Lieder von Sergei Rachmaninow. Zwischen 1976 und 1990 machte er fast hundert Aufnahmen für Yleisradio. Er gab bis zu 150 Vorstellungen pro Jahr, zudem arrangierte und komponierte er.
Ab 1996 war Olli an der Königlichen Oper Stockholm als Warlaam in Boris Godunow zu hören. Er gastierte auch an der Deutschen Oper Berlin und der Königlichen Oper Kopenhagen (als Alberich in Das Rheingold). Von 1995 bis 2007 wirkte er wieder als Ensemble-Mitglied der Finnischen Nationaloper. Dort sang er unter anderem Bartolo in Il barbiere di Siviglia, Alberich im Ring des Nibelungen, Warlaam in Boris Godunow, den Doktor in Wozzeck, Don Antonio in Le nozze di Figaro, Dikój in Katja Kabanova, Baron Douphol in La traviata, Montano in Otello und Onkel Bonze in Madama Butterfly., den Einäugigen in Frau ohne Schatten,
Neben seiner Tätigkeit als Opernsänger war Olli als Konzert-, Oratorien- und Liedersänger international bekannt, er konzertierte in Finnland, Schweden, Dänemark, Norwegen, Deutschland, Frankreich, Russland, Süd-Afrika, der Schweiz und in Japan. Viele seiner Kompositionen wurden aufgeführt.
Im Jahr 2013 erhielt Olli eine staatliche Künstlerrente.

## Preise
1977 gewann er den Timo-Callio-Wettbewerb in Savonlinna und 1978 den Concours von Lappeenranta, 1981 erhielt er den zweiten Preis beim Concours de Genève. Er gewann einen Sonderpreis des Hessischen Rundfunks und des Romanischen Schweizer Radios.

## Diskografie
- An die Musik. Mit Ulrich Koneffke, Klavier (Fuga; 1982)
- Sie weit, weit dort. Mit Kimmo Hakasalo, Klavier (Fuga; 1983)
- Barcarole. Heino Kaski: Laujula Songs. Mit  Ilkka Paananen, Klavier (Fuga; 1984)
- Grosse Balladen. Mit Ulrich Koneffke, Klavier (Fuga; 1984)
- Robert Schumann: Dichterliebe. Mit Ulrich Koneffke, Klavier (Sound-Star-Ton; 1985)
- Franz Schubert: Schwanengesang. Mit Ulrich Koneffke, Klavier (Fuga; 1986)
- Toivo Kuula: Kootut yksinlaulut / Complete Songs. Mit Ulrich Koneffke, Klavier (Finlandia Records; 1993)
- Sergei Rachmaninov: Complete Songs Vol. 1. Mit Ulrich Koneffke, Klavier (Finlandia Records; 1994)
- Sergei Rachmaninov: Complete Songs Vol. 2. Mit Ulrich Koneffke, Klavier (Finlandia Records; 1996)
- Sergei Rachmaninov: Complete Songs Vol. 3. Mit Ulrich Koneffke, Klavier (Finlandia Records; 1997)
- Tan Dun: Orchestral Theatre II: Re. Mit Cho-Liang Lin, Violine; Philharmonisches Orchester Helsinki, Dirigent: Kari Kropsu (Ondine; 1998)
- Psalms. Hanson – Dvorak. Mit Kalevi Kiviniemi, Orgel; Jussi Peltonen, Violoncello (Fuga; 2016)
- Olis vierella hän – Ach wäre sie doch bei mir. Aufnahmen von 1963–2005(Fuga; 2023)